# Schronisko pod Smotrcem
Schronisko AZS pod Smotrcem – nieistniejące obecnie schronisko turystyczne, położone na połoninie w kotle doliny poniżej szczytu Smotrca (1898 m n.p.m.) w Czarnohorze. Najprawdopodobniej już w 1900 roku istniał w tym miejscu obiekt noclegowy, natomiast schronisko Akademickiego Zrzeszenia Sportowego z Warszawy wybudowano w latach 1932-39. Było ono położone na wysokości około 1700 m n.p.m., co czyniło je najwyżej położonym schroniskiem w przedwojennej Polsce. Jego gospodarzem był Ludwik Ziemblic, będący jednocześnie pracownikiem polskiego wywiadu.

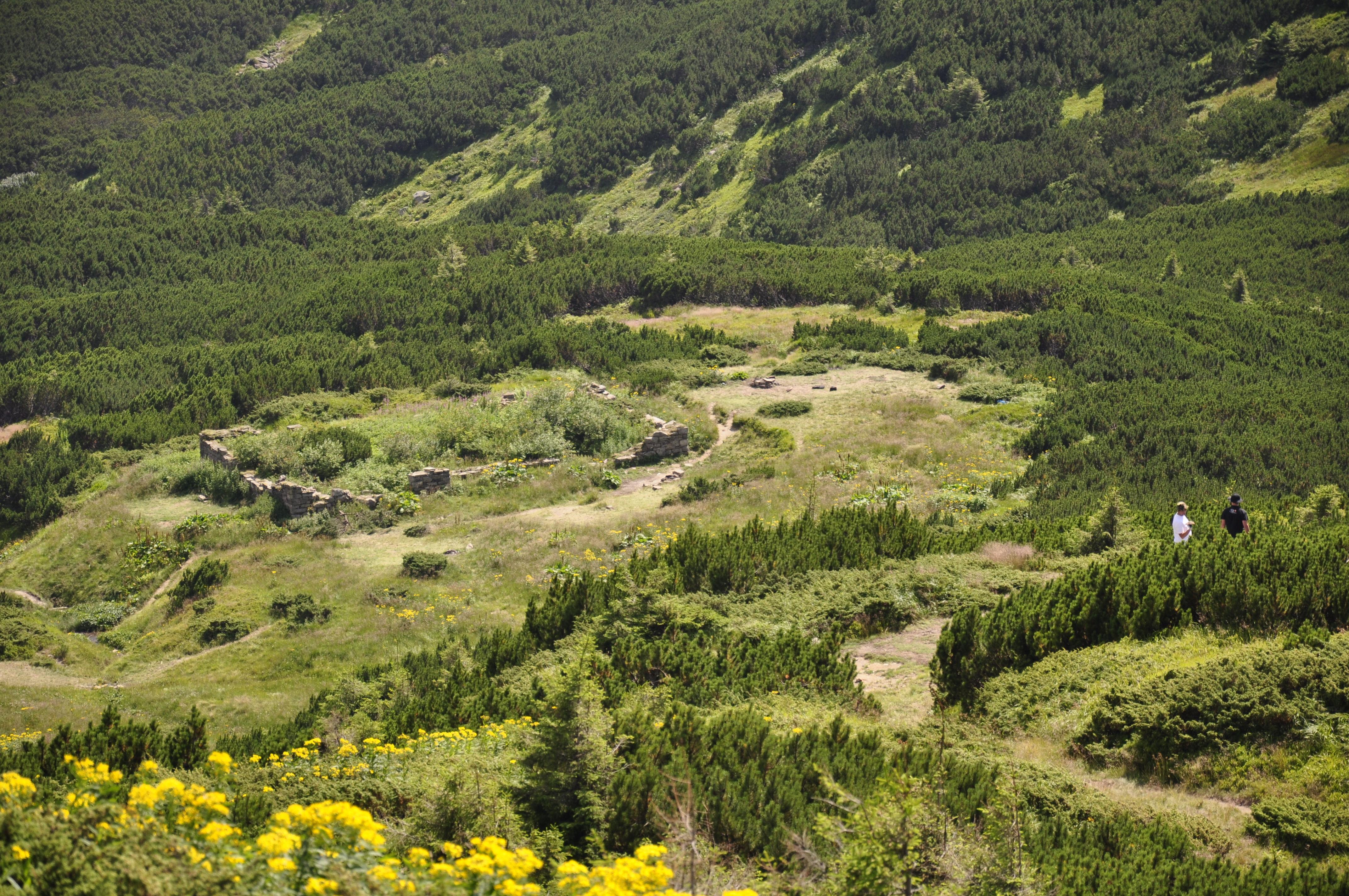
Pozostałości schroniska (stan na 2014)

## Szlaki turystyczne (1935)
- na Smotrec (1898 m n.p.m.),
- na Popa Iwana (2023 m n.p.m.).

Źródło: